# Грязнова, Алла Георгиевна
А́лла Гео́ргиевна Грязно́ва (род. 27 ноября 1937, Москва) — российский экономист, профессор, ректор Московского финансового института (1985—2006), почётный президент Финансового университета при Правительстве РФ (2021).

## Биография
Родилась в Москве. Отец — Мухин Георгий Петрович (1911—1973), участник Великой Отечественной войны, младший техник-лейтенант 38-го отдельного автомобильного полка. Мать — Мухина Екатерина Ивановна (1911—1982). Семья проживала по адресу улица Осипенко, д. 42.
Окончила Московский финансовый техникум (1952—1955), затем — Московский финансовый институт (1955—1959) по специальности «финансы и кредит» (ныне — Финансовый университет при Правительстве РФ).
В 1961—1964 годах училась в аспирантуре Московского финансового института (МФИ). С 1964 года — ассистент на кафедре политической экономии, затем — старший преподаватель, доцент, профессор, заведующая кафедрой экономической теории.
В 1975 году защитила докторскую диссертацию на тему «Производительность труда и эффективность социалистического общественного производства».
С 1976 года — проректор МФИ по научно-исследовательской работе и международным связям, с 1985 по 2006 год — ректор, с 2006 по 2021 год — президент, а с ноября 2021 года — почётный президент Финансового университета при Правительстве РФ.
Заместитель председателя Высшей аттестационной комиссии Министерства образования РФ, первый вице-президент Международной гильдии финансистов, вице-президент Академии менеджмента и рынка, президент Аудиторской палаты России.
Член Ассоциации российских банков, член Международной налоговой ассоциации, член президиума экспертно-консультативного совета Счётной палаты РФ.
Член Делового клуба Азиатско-тихоокеанского экономического сотрудничества (АТЭС).
Является организатором многочисленных международных симпозиумов и конференций. Научный руководитель 32 аспирантов, подготовивших и защитивших диссертации на соискание учёной степени кандидата экономических наук.

## Основные работы
Автор свыше 200 научных работ, монографий, учебников и статей в экономических журналах. 
- Экономические основы жизнедеятельности фирмы: (Можно ли избежать банкротства) / Авт. коллектив: Грязнова А. Г. и др. - Москва: Высш. шк., 1996. - 124 с.; ISBN 5-06-003397-X
- Реструктурирование кредитных организаций в зарубежных странах: Учеб. для студентов вузов, обучающихся по экон. специальностям / [А.Г. Грязнова, М.А. Федотова, В.М. Новиков и др.]; Под ред. А.Г. Грязновой [и др.]. - Москва: Финансы и статистика, 2000. - 413, [1] с.; ISBN 5-279-02197-0
- Краткий глоссарий специальных терминов и выражений "Налогообложение нефтедобывающей промышленности" / [Грязнова А. Г. и др.]. - Москва, 2001. - 79 с.; ISBN 5-89574-147-9
- Политология: учебник для студентов, обучающихся по специальностям "Финансы и кредит", "Бухгалтерский учет, анализ и аудит", "Мировая экономика и международные отношения" / [авт. коллектив: А. Г. Грязнова и др.; общ. ред. А. Г. Грязновой]. - 3-е изд., перераб. и доп. - Москва: ИНФРА-М, 2007. - 394, [1] с.; ISBN 978-5-16-003066-1
- Макроэкономика. Теория и российская практика: учебник для студентов, обучающихся по экономическим специальностям / [А. Г. Грязнова и др.]; под ред. А. Г. Грязновой, Н. Н. Думной ; Финансовая акад. при Правительстве РФ. - 4-е изд., стер. - Москва: КноРус, 2007 - 678, [1] с.; ISBN 978-5-85971-779-8
- Основы менеджмента: учебное пособие по специальности "Менеджмент организации" / А. Г. Грязнова, А. Ф. Джинджолия. - Москва: Экономика, 2008. - 427 с. - (Высшее образование).; ISBN 978-5-282-02830-0
- Финансы: учебник для студентов высших учебных заведений, обучающихся по специальностям "Финансы и кредит", "Бухгалтерский учет, анализ и аудит", "Мировая экономика", "Налоги и налогообложение" / [А. Г. Грязнова и др.]; под ред. А. Г. Грязновой, Е. В. Маркиной. - Изд. 2-е, перераб. и доп. - Москва: Финансы и статистика, 2011. - 493, [1] с.; ISBN 978-5-279-03455-0
- Экономика: учебник для 10-11 классов / [А. Г. Грязнова и др.]; под ред. А. Г. Грязновой, Н. Н. Думной. - Москва: Интеллект-Центр, 2013. - 496 с.; ISBN 978-5-89790-286-6

## Награды
- Заслуженный деятель науки Российской Федерации (9 апреля 1997)[5].
- Лауреат различных государственных и международных наград, в том числе ордена «За заслуги перед Отечеством» III (2006)[6] и IV (2002)[7] степеней[1].
- Международная премия «Древо жизни» (Межпарламентская ассамблея СНГ, 2014)[8].
- Благодарность Президента Российской Федерации (18 ноября 1997) — за большой личный вклад в развитие науки и подготовку квалифицированных кадров[9].
- Почётная грамота Правительства Российской Федерации (16 сентября 1996) — за заслуги перед государством в деле подготовки кадров высшей квалификации и большой личный вклад в становление Финансовой академии при Правительстве Российской Федерации
- Лауреат национальной премии общественного признания достижений женщин «Олимпия» Российской Академии бизнеса и предпринимательства (2002)[10].
- Лауреат национальной страховой премии «Золотая Саламандра» (2012).
- Лауреат Всероссийской премии финансистов «Репутация» в номинации «За воспитание блестящей плеяды российских финансистов» (2010)[11].
- Орден Петра Великого I степени[1].
- Орден «За заслуги в подготовке кадров» (Вьетнам)[1].
- Почётный работник высшей школы РФ[1].
- Медаль «Дружбы» (Монголия)[1].
- Медаль «За защиту российского бизнеса» (2020)[12].